# 公文書館
公文書館（こうぶんしょかん、アーカイブズ、archives）は、歴史的な史料としての公文書（条約、宣言、外交文書、政府関係者の報告書や伝達メモなど）を保管し、公開する機関、施設である。文書館（ぶんしょかん、もんじょかん）ともいう。刊行された図書を収集する図書館、非文書資料を収集する博物館とは区別される。
図書館における司書（ライブラリアン）、博物館における学芸員（キューレーター）に対し、公文書館には資料の収集、整理、研究の専門職としてアーキビストが置かれる。
日本の国立公文書館の体制は他国と比べ量的に劣る（2010年時点、2018年時点）。

## 概説

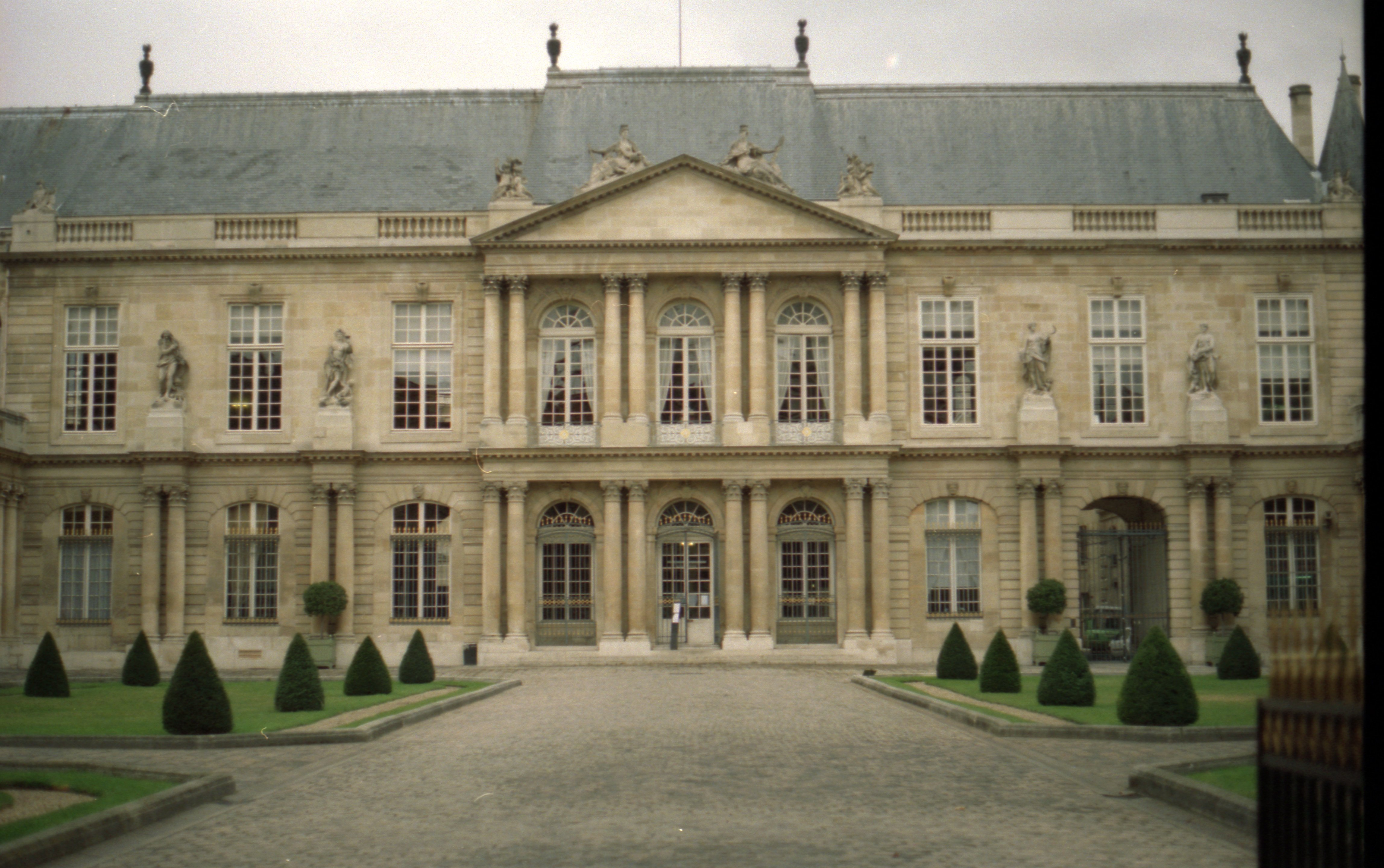
フランス国立中央文書館

フランス革命後に設置されたフランス国立中央文書館が近代的な公文書館の始まりと言われる。ヨーロッパでは各都市に公文書館が置かれ、歴史的な文書を管理している。なお、文書保管の歴史そのものはこれより更に古く、中国では北宋の頃（10世紀）に国史院が既に存在していた。
アメリカ合衆国には1934年にヨーロッパに倣って設立されたアメリカ国立公文書記録管理局があり、大量の資料が保存されている。また歴代大統領の公文書は大統領図書館で管理されている。
中華民国には国史院を前身に、1912年に設立された国史館がある。

### アメリカ

#### 歴史
アメリカにおける公文書館の歴史は18世紀より始まる古いものであり、18世紀後半には連邦議会にて、公文書の保存場所に関する問題が討論されており、はっきりと、公文書保存の必要性が認識されるようになったのは1774年の第一議会においてであったと見られている。
その後、1810年に、国立公文書館法が制定された。この法律は、1801年の陸軍省及び財務省が火災に遭ったことを契機に制定され、防火設備を備え持つ公文書保存所の設置を目的とするものだった。
それから、1934年制定の国立公文書館設置法によって、独立国家機関の国立公文書館が設置された。国立公文書館設置法は1950年までに4回改正された。1939年には公文書の処分などを制度化する為に、記録処分法が制定された。
1949年には、効率化のため、連邦財産及び行政業務法の制定と共通役務庁の設置がされた。翌年の1950年に、国立公文書館設置法、連邦財産及び行政業務法の2法は連邦記録法(英:Federal Records Act)へ改正される。

#### 現行体制
大統領以外の記録の処理については連邦記録法で定められている。この法律は、アメリカ国立公文書記録管理局設立の根拠法となり、アメリカ国立公文書記録管理局に関する多くを規定している。記録の処分(英:Disposal of Records)では「記録」を、
と、規定しており、幅広い媒体を記録として扱っている。
これら記録は、情報自由法(英:Freedom of Information Act)によって、一部非公開記録を除き、閲覧が保証されている。

### イギリス

#### 歴史
中世から公文書をロンドン塔や蔵等の施設へ納める習慣が存在したが、公文書を確実に保存、利用するために存在する現代的な管理体制ではなく、現代的な制度は1838年公記録館法(英:Public Records Office Act 1838)に端を発する。この法律は記録長官に公文書保存の監督権限を集約させるものであったが、制定当時の同法は中世の司法記録を主な保存対象としており、行政記録をも管理するようになったのは1852年からだった。
その後、1877年公記録館法(英:Public Records Office Act 1877)による記録長官への記録の処分権限が付与、1898年公記録館法(英:Public Records Office Act 1898)による記録廃棄年数の変更を経て、2000年現在の現行法である1958年公記録法(英:Public Records Act 1958)が成立する。1958年公記録法で、記録長官にあった権限が大法官へ移譲され、実務的な権限が公記録館長や公記録諮問委員会にも与えられた。

#### 現行体制
1958年公記録法はイングランド、ウェールズ、北アイルランドの公記録館を対象としており、スコットランドでは1958年公記録法の代わりに、1809年公記録(スコットランド)法(英:Public Records (Scotland) Act 1809)、1937年公記録(スコットランド)法(英:Public Records (Scotland) Act 1937)などが、現行法となっているが、スコットランド法はイングランドのそれと変わらない。
1958年公記録法では、公記録(英:public records)を
と定義し、附則にてどこの機関が作成した記録が同法の公記録に該当するのかを定めている。よって、地方自治体の公記録は1958年公記録法による公記録の対象ではなく、1962年地方政府(記録)法(英:Local Government Act 1962)や1972年地方政府法(英:Local Government Act 1972)がこれを対象とする。
1958年公記録法の対象下にある記録は、同法により、イギリス国民による閲覧が保証されており、その具体的方法については2000年情報自由法(英:Freedom of Information Act 2000)によって定められている。

### 日本
内閣文庫などで公文書を保管していたが、公文書館の必要性が認識されるようになったのは昭和30年代以降であり、山口県文書館が日本最初の公文書館として1959年（昭和34年）に開館した。国においては国立公文書館が1971年（昭和46年）に開館している（内閣文庫は廃止され、史料は国立公文書館に引き継がれた）。
公文書館は、重要な法令の原本をはじめ、歴史的な文書を保管している。国立公文書館には、明治時代以降の法令に関する資料や、官吏の任免、内閣の閣議決定などの史料がある。また、幕府から引き継いだ文書もあり、将軍の手文庫に所蔵されていた貴重な漢籍や昌平坂学問所で用いられていた教科書などがある。
これらの史料は過去の政策決定過程を検証し、歴史認識を深めるために活用することが望まれる。とはいっても、アメリカの公文書記録管理局のように閣僚の指示メモに至るまでが収集整理されているレベルとは程遠く、将来の政策決定に資することができるように過去の政策決定過程を詳細に分析するには、現状は力不足の面が否めない。
山口県をはじめ、多くの都道府県と一部の区市町でも公文書館を設置している。自治体によっては、文書館、資料館、歴史館などという呼称が使われる場合もある。また県史や市史などは多くの自治体で編纂されているが、刊行が終わると編纂室などは廃止され、収集された史料も散逸してしまう事例もある。本来は歴史資料館や公文書館などで保管し、活用されるべきとされている。近年は頻繁に市町村合併が行われていることから、公文書の移管や管理予算について意見の一致を得ず、合併前にあった公文書室の存続が危うくなることもある。
保存する場合でも、公文書館が整備されていない自治体が多い現状では図書館の司書や博物館の学芸員が公文書の整理・保存業務を担わざるを得ないのが現状である。文書資料の整理保存には学芸員の専門性とは異なる専門性や資質が要求されるし、同様に文書資料を扱うといっても司書のように刊行・冊子化され、定型性の高い資料を扱うことに慣れた者には非定型的な雑多な文書資料の扱いは手に余ることが多く、業務上後回しにされ、文字通り「お蔵入り」の扱いを受けていることもまれではない。日本においてもアーキビスト職の確立が必要、という主張もある。
47都道府県で公文書館が設置されているのは、2020年高知県に設置されたことにより40都道府県である。岩手県、石川県、山梨県、愛媛県、長崎県、熊本県、鹿児島県では設置されていない。これらの県では保有する公文書を、県庁舎の書庫などに保管している。

#### 現行体制
公文書館法による公文書館、国立公文書館法による国立公文書館がある。国の担当部局はどちらも内閣府大臣官房である。公文書館は指定管理者を含む国、地方公共団体が、国立公文書館は独立行政法人がその管理者である。
公文書館法は1987年にできた。同法第4条において公文書館は、「歴史資料として重要な公文書等(国が保管していた歴史資料として重要な公文書その他の記録を含む。次項において同じ。)を保存し、閲覧に供するとともに、これに関連する調査研究を行うことを目的とする施設」と定義されている。
2011年より公文書管理法が施行されたことにより、歴史的な価値を持つ公文書を公文書館に移管することが義務づけられた。
専門職員については、公文書館法4条2項において「公文書館には、館長、歴史資料として重要な公文書等についての調査研究を行う専門職員その他必要な職員を置くものとする。」と規定されているが、そのための資格などについては言及されていない。認定機関や最低学歴についての規定もない。4年制大学の専攻や大学院に養成課程がある。